# Broquiers
Broquiers is een gemeente in het Franse departement Oise (regio Hauts-de-France) en telt 225 inwoners (1999). De plaats maakt deel uit van het arrondissement Beauvais.

## Geografie
De oppervlakte van Broquiers bedraagt 2,9 km², de bevolkingsdichtheid is 77,6 inwoners per km².
De onderstaande kaart toont de ligging van Broquiers met de belangrijkste infrastructuur en aangrenzende gemeenten.

## Demografie
Onderstaande figuur toont het verloop van het inwonertal (bron: INSEE-tellingen).